# 金宝宝控股
金寶寶控股有限公司，簡稱金寶寶控股，以及金寶寶（英語：Jin Bao Bao Holdings Limited，港交所：1239）是一家中国包装公司。

## 历史
於1995年，由周鵬鷹（前主席及首席執行官）和鄭斌，於黑龍江省以中外合資成立包裝企業。
其後在1997年，在安徽省成立「滁州景達包裝有限公司」（滁州創策包裝材料有限公司前身）；而主要業務在國內經營設計、製造及銷售包裝產品，董事會主席為劉良建。
股份在2011年11月18日，於港交所主板上市。招股價為1.3港元，配售股份為5000萬股，集資額為6500萬港元。

## 連結
- jinbaobao.com.hk